# Den gamle mølle på Mols
Den gamle mølle på Mols er en dansk film fra 1953, instrueret af Annelise Reenberg efter et skuespil af Paul Sarauw og John Olsen.

## Medvirkende
- Ib Schønberg
- Henny Lindorff
- Knud Heglund
- Louis Miehe-Renard
- Karin Nellemose
- Angelo Bruun
- Kai Holm
- Henning Moritzen
- Annemette Svendsen
- Rasmus Christiansen
- Henry Nielsen
- Johannes Meyer
- Else Petersen
- Arthur Jensen
- Lili Heglund
- Carl Heger
- Karl Stegger
- Ove Sprogøe
- Anna Henriques-Nielsen
- Betty Helsengreen